# Derancistrus anthracinus
Derancistrus anthracinus là một loài bọ cánh cứng trong họ Cerambycidae.